# Elfriede Schade
Elfriede Schade (* 17. August 1930 in Perosa Argentina; † 2015 in Dresden) war eine deutsche Malerin und Grafikerin.

## Leben und Werk
Elfriede Schade studierte von 1951 bis 1956 bei Rudolf Bergander an der Hochschule für Bildende Künste Dresden und arbeitete danach in Dresden als freischaffende Künstlerin. Sie war mit dem Maler, Grafiker und Keramiker Siegfried Schade verheiratet. Zeitweise arbeitete sie gemeinsam mit ihrem Mann, der Gründungsmitglied  der Produktionsgenossenschaft Bildende Künstler Kunst am Bau war , an verschiedenen Aufträgen baubezogener Kunstwerke.
Von 1962 bis 1964 hatte sie einen Betriebsvertrag mit dem VEB Reifenwerk Heidenau. Mitte der 1960er Jahre erhielt sie, wie auch weitere bildende Künstler, Aufträge von der Wismut AG. Im Rahmen dieser Kooperationen schuf sie vor allem Bilder mit der Darstellung von Arbeitern, die dem damaligen Kunstkanon des sozialistischen Realismus entsprachen.
Bis 1990 war Elfriede Schade Mitglied des Verbands Bildender Künstler der DDR.
Im Kunstfonds des Freistaats Sachsen befinden sich fünf Tafelbilder Elfriede Schades, die Institutionen in der DDR erworben hatten.

## Weitere Werke (Auswahl)

### Tafelbilder
- Kollege Hänel vom Reifenwerk Heidenau (1964, Öl)[5]
- Kollegin Menzel (1964, Öl)[6]
- Rußabwieger Kollege Israel (1964, Öl)[7]
- Wismut Königstein (1966, Öl, 180 × 120 cm; Kunstsammlung der Wismut GmbH, Chemnitz)[8]
- Erste Begegnung – 1945 (1973, Öl, 200 × 220 cm)[9]

### Architekturbezogene Werke
- Bauphysik, Kernphysik und Astrophysik (ca. 1970, drei Beton-Reliefs, Faserzement; Dresden, Fritz-Löffler-Straße 12, Studentenwohnheim der Technischen Universität; mit Siegfried Schade)[10]

## Ausstellungen (unvollständig)

### Personalausstellungen
- 1965: Dresden, Leonhardi-Museum (mit Alfred Brosig, Joachim Hering und Siegfried Schade)
- 1987: Dresden, Galerie Kunst der Zeit (Malerei und Grafik; mit Siegfried Schade)

### Beteiligung an Ausstellungen
- 1957: Berlin, Ausstellungspavillon Werderstraße („Junge Künstler der DDR“)
- 1967: Berlin, Kunstausstellung zum VII. Parteitag der SED
- 1974 und 1979: Dresden, Bezirkskunstausstellungen
- 1976: Dresden, Gemäldegalerie Neue Meister („200 Jahre Malerei in Dresden“)
- postum 2020/2021: Dresden, Altana-Galerie der Kustodie der Technischen Universität Dresden („Realismus und Ostmoderne.“ Erwerbungen und Auftragsarbeiten aus den 1960er-Jahren. Der Kunstbesitz der TU Dresden)